# Rheebruggen (havezate)

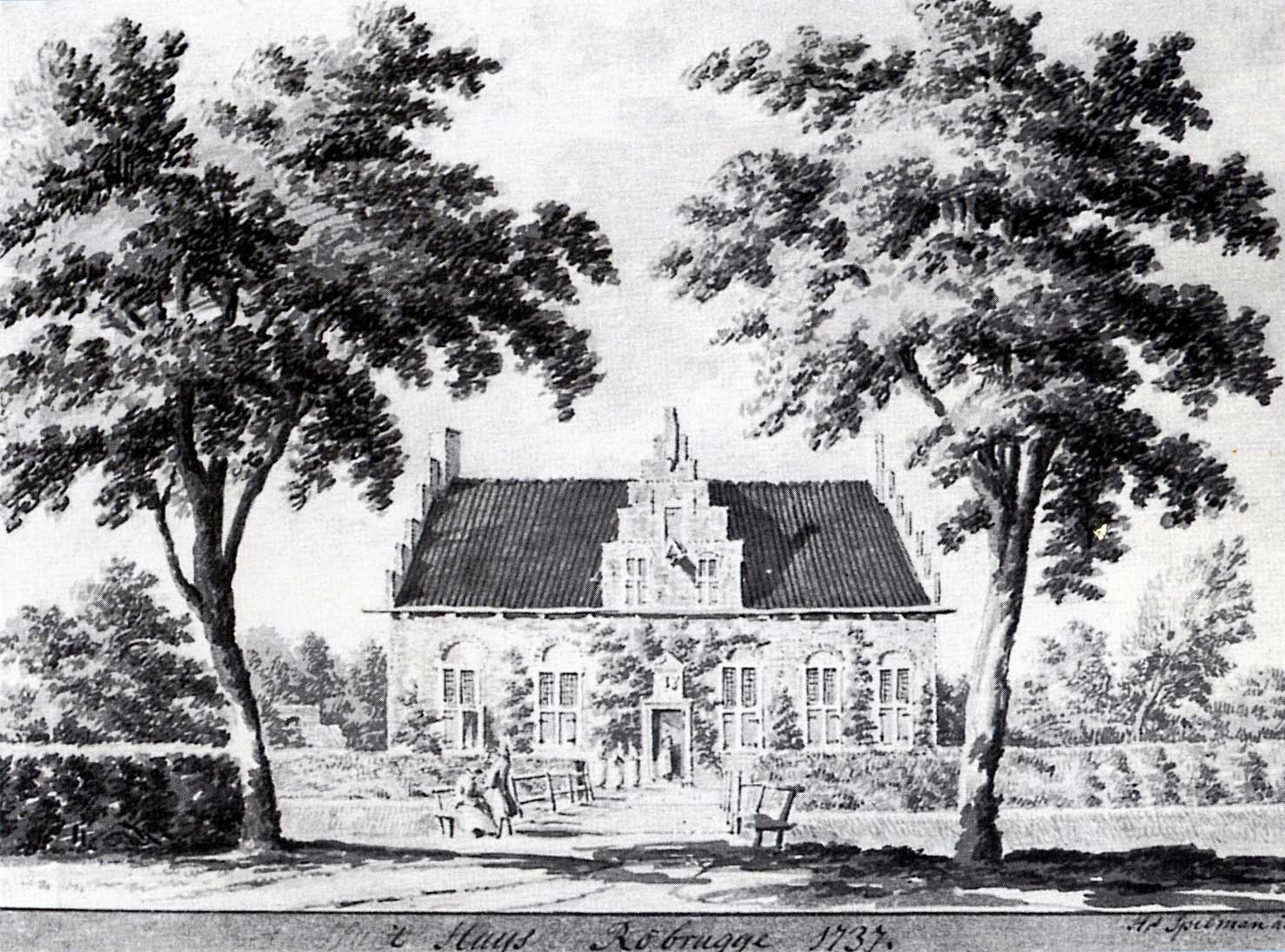
De havezate Rheebruggen (achterzijde) door Hendrik Spilman in 1737

Rheebruggen (ook R(h)obrugge) was een havezate tussen Drentse plaatsen Ansen en Uffelte in het Dieverderdingspel, net buiten de heerlijkheid Ruinen.
Rheebruggen was eeuwenlang in het bezit van leden van de familie Van den Clooster. In 1382 werd voor het eerst gesproken over de betaling van tienden over Rederbroec. De naam Rheebruggen wordt voor het eerst genoemd in 1436. Over het bezit van Rheebruggen werd jarenlang geprocedeerd tussen leden van de families Van Clooster en Van Echten. De Van Cloosters bleken steeds de winnende partij. In 1437 was ene Johan van den Clooster eigenaar van het landgoed. Wanneer het huis Rheebruggen precies op het landgoed gebouwd werd is onbekend. In 1560 werd Roelof van den Clooster tot Rheebruggen genoemd als ette in het Dieverderdingspel. Aangenomen wordt dat het huis Rheebruggen voor 1560 is gebouwd. In 1616 werd het huis erkend als havezate. Rheebruggen was tamelijk bescheiden van omvang. Het telde vijf kamers en vijf andere ruimten. Tot 1789 bleef het huis met de landerijen in het bezit van de Van den Cloosters. Daarna kwam het via vererving in het bezit van de familie Van Holthe. De burgemeester van Dwingeloo, Aalt Willem van Holthe tot Oldengaerde, erfde Rheebruggen in 1824. Deze Drentse politicus en houthandelaar was al eigenaar van de havezate Oldengaerde in Dwingeloo. In 1830 wist hij ook de havezate Batinge te verwerven. Net als Batinge liet hij ook Rheebruggen slopen. In plaats hiervan werd rond 1835 een boerderij gebouwd. Het landgoed Rheebruggen is thans in het bezit van de Stichting Het Drentse Landschap.
De Drentse schrijver Albertus Alidus (Albert) Steenbergen (1814-1900) schreef over Rheebruggen in een gedicht De beuze jager over de Sinterklaaslegende, die hij nabij Dwingeloo lokaliseerde. Het gedicht begint als volgt:
Reebroggens Borgt was offebraand;
Drij kiender dweelden um deur 't laand;
Zij hadden honger, waeren kold
En zwörven krietend um in 't wold
En eindigt met:
De kiender raekten hoog in staand
't Oldst wörde Drost van Drentelaand;

Het tweede, ook 'n grootmachteg heer,
 Bouwde op het huus Reebroggen weer.
Het darde wörde 'n Vorst der Kark.
 Looft God de Heer veur 't wonderwark.

## Geboren in Rheebruggen
- Aalt Willem van Holthe (1780-1854), burgemeester

Huis te Ansen · Batinge · Ter Borch · Huis ten Clooster · Kasteel van Coevorden · Dunningen · Huis te Echten · Entinge · Huis ter Hansouwe · Havixhorst · De Kinkhorst · De Klencke · Laarwoud · Lemferdinge · Mensinga · Mensinge · Oldengaerde · Oldenhave · Overcinge · Huis te Peize · Rheebruggen · Huis te Westervelde · Vledderinge · Westrup · Wittesheuvel